# Acer laurinum
Acer laurinum — вид квіткових рослин із роду клен (Acer).

## Морфологічна характеристика
Це велике вічнозелене дерево до 50 метрів заввишки. Кора сіра. Гілочки зелені, голі. Листки: листкові ніжки (1.5)3–6(10) см завдовжки, голі; листова пластинка знизу сиза й ± запушена, зверху блискуче темно-зелена, ланцетоподібна чи видовжено-еліптична до яйцюватої, 9–15 × 3–8 см, край цільний, голий, верхівка коротко загострена або тупа. Суцвіття китицеподібно-волотисте, 2.5–10 см, голе чи запушене. Квітки блідо-жовтуваті. Чашолистків 5, яйцеподібні, 2.5–3 мм. Пелюсток 5, 1.5–2.5 мм. Тичинок (4)8–12. Плід коричнювато-жовтий; горішки злегка опуклі, ≈ 15 × 7 мм, запушені або майже голі; крила серпоподібні, найширші біля верхівки з горішком 4–7 × 2–3 см, крила гостро розправлені. Період цвітіння: червень — вересень; період плодоношення: вересень — грудень. 2n = 26.

## Середовище проживання
Ареал: Камбоджа, Китай (Хайнань, Тибет, Гуансі, Юньнань), Індія (Ассам), Індонезія (Суматера, Сулавесі, Малі Зондські острови, Джава), Лаос, Малайзія (Саравак, Сабах, Півострів Малайзія), М'янма, Непал, Філіппіни, Таїланд, Східний Тимор, В'єтнам. Росте на висотах від 700 до 2500 метрів. Вид найчастіше зустрічається у високих вічнозелених лісах, але поширений регулярно в низинних районах. Вид переважно росте в первинних і непорушених лісах. Вид може зустрічатися в торф'яних болотах, вапнякових і гірських лісах.

## Використання
Вид використовується для деревини. Його можна використовувати для будівництва будинків, човнів, кораблів і транспортних засобів, а також для виробництва меблів.